# Didymoglossum robinsonii
Didymoglossum robinsonii là một loài dương xỉ trong họ Hymenophyllaceae. Loài này được Hook. ex Baker Copel. mô tả khoa học đầu tiên năm 1938.
Danh pháp khoa học của loài này chưa được làm sáng tỏ. 